# Балабас Олексій Ісакович
Олексій Ісакович Балабас (18 листопада 1890, станиця Слов'янська, Таманського відділу на Кубані — 23 червня 1960, США) — український вчений, військовий.

## Життєпис

### Освіта і революційна діяльність
Походив з козацького кубанського роду. Батько був козаком з тієї самої станиці з фельдшерською освітою. Олексій Балабас здобув початкову освіту в двокласній та міській школах, після чого скінчив учительські курси та вчителював на Кубані. Одружився з Євгенією Іванівною з роду Побідоносцевих (дочка о. Івана в станиці Слов'янській), яка мала середню освіту і також вчителювала. У революцію 1905 року Олексій поширював листівки та відозви, однак зміг уникнути арешту. З вибухом Першої світової війни був мобілізований, відряджений на скорочений курс військової кінної школи і в ранзі прапорщика вступив до Таманського кінного полку, з яким провів кампанії на Західному та Турецькому фронтах. За війни дослужився до осавула.

### Перші Визвольні змагання
З революцією 1917 року Олексій Ісакович був обраний членом Кубанської Крайової та Законодавчої Рад. З ними провів «Льодовий похід» через Кубань і другий — з Донщини до Катеринограда. Перебуваючи на Дону, був відряджений кубанським урядом до повстанців на Таманський півострів, де був заарештований російськими чорносотенцями. З-під арешту втік. Повернувся на Дін, склав урядові звіт і взяв участь у поході на Кубань, до столиці краю Катеринограда. В рідній станиці Слов'янській був якийсь час станичним отаманом. Балабаса знову обирають до Крайової Надзвичайної Ради, при виокремленні з якої Законодавчої Ради, він став її членом. Як член рад він належав до самостійницького гурту чорноморців (нащадків запорожців) Безкровоного, Миколи Рябовола, Степана Манжули, Луки Бича й ін. На помешканні Олексія Ісаковича не раз конспіративно збиралися ці політики.
Після чорносотенського перевороту та повішення члена Ради Олексія Калабухова, 12 членів Ради, а серед них також Балабаса, заарештовано і в листопаді 1919 року вивезено до Стамбула в Туреччину. Звідтіля в половині 1920 року Балабас разом з дружиною й 4-річною донькою виїхав до Праги (Чехословаччина).

### На вигнанні
П'ятнадцять років Балабас працював складачем у друкарні чеського часопису «Право Ліду». Продовжив здобуття освіти: на металургійних курсах у Подєбрадах склав матуру і разом з дружиною вступив до Карлового університету в Празі, який закінчив, захистивши докторську дисертацію на тему «Кубанознавства». Був дописувачем кубанського самостійницького журналу «Кубанський Край».
Здобувши професорський ступінь, Балабас став професором та адміністратором в українській гімназії в Моджанах (біля Праги). Обіймав цю посаду до окупації більшовиками Чехословаччини. Рятуючись з родиною від окупації, опинився в таборах для переміщених осіб в Арльсфельді, Фюссені і в Міттенвальді. У міттенвальському таборі працював у гімназії як професор і директор. У 1947 році тяжко занедужала і померла його дружина Євгенія Іванівна. Балабас втрачає інтерес до життя, згасає його громадська активність. Разом з донькою-лікаркою Людмилою Олексіївною і онуком Петрусем він переїхав у 1949 році до Чикаго (США). У США почав працювати у чеському часописі «Сверност», одночасно безкоштовно викладаючи в українській православній школі. В нових обставинах Олексій Іванович трохи віджив, відвідав професора В. Іваниса в Торонто і свого станичного О. Болотенка і розворушив групу кубанців в Канаді. Повернувшись до Канади, залишив працю в чеському часописі і перейшов до друкарні професора Терлецького, де працював лінотипістом. У Чикаго не без його участі організувалась кубанська станиця ім. М. Рябовола.
Переніс операції на простаті. Переїхав до Баунд Бруку. Помер 23 червня 1960 року, там же й похований на українському православному цвинтарі.